# James O'Neill (attore 1863)
James O'Neill (Filadelfia, 21 luglio 1863 – Los Angeles, 8 ottobre 1938) è stato un attore statunitense del muto.

## Filmografia
- The Fight for Millions, regia di Herbert Blaché (1913)
- The Rogues of Paris, regia di Alice Blaché - cortometraggio (1913)
- A Slave of Satan, regia di Herbert Blaché - cortometraggio (1913)
- The Star of India, regia di Herbert Blaché - cortometraggio (1913)
- Ben Bolt, regia di Howell Hansel (1913)
- A Fight for Freedom; Or, Exiled to Siberia
- The Million Dollar Robbery
- The Lure (1914)
- The Temptations of Satan
- The Heart of a Painted Woman
- Il coraggio di Magda (The Courage of Marge O'Doone), regia di David Smith (1920)
- The Whisper Market, regia di George L. Sargent (1920)